# Кинг, Табита
Табита Джейн Кинг (урождённая Спрус; англ. Tabitha Jane King; род. 24 марта 1949) — американская писательница и активистка, с 1971 года супруга писателя Стивена Кинга.

## Биография
Родилась в семье Сары Джейн  (1923–2007) и Рэймонда Джорджа  (1923–2014) Спрусов. Училась в Университете Мэна, где и познакомилась с будущим мужем — начинающим писателем Стивеном Кингом. Табита работала в университетской библиотеке, писала стихи и прозу, чем и привлекла внимание Стивена. В июне 1970 года у пары родился первенец — дочь Наоми, а 7 января 1971 года они поженились. 4 июня 1972 года на свет появился сын Джо, 21 января 1977 — Оуэн.
В автобиографии «Как писать книги» Стивен Кинг подробно описывает весомый вклад жены в написание ряда своих романов. В частности, та нашла в мусорной корзине черновик романа «Кэрри», который он посчитал неудачным, и настояла, чтобы Кинг дописал его.
Табита имеет Почётную степень доктора гуманитарных наук.

### Романы
- Small World, 1981
- Caretakers, 1983[a]
- The Trap (так же публиковался под названием Wolves at the Door), 1985[a]
- Pearl, 1988[a]
- One on One (роман)[англ.], 1993[a]
- The Book of Reuben, 1994[a]
- Survivor, 1997
- Candles Burning (в соавторстве с Майклом Макдауэллом), 2006

### Нон-фикшн
- Playing Like a Girl; Cindy Blodgett and the Lawrence Bulldogs Season of 93-94, 1994
- Mid-life Confidential: The Rock Bottom Remainders Tour America with Three Chords and an Attitude, 1994[b]

### Рассказы
- The Blue Chair, 1981
- The Demonstration, 1985
- Road Kill, 1986
- Djinn and Tonic, 1998
- The Woman's Room, 2002
- Archie Smith, Boy Wonder, 2011 (из сборника «Тайны Харриса Бёрдика»)

### Поэзия
- A Gradual Canticle for Augustine, 1967
- Elegy for Ike, 1967
- Note 1 from Herodotus, 1968
- Nonsong, 1970
- The Last Vampire: A Baroque Fugue, 1971

### Сценарии
- The Passion of Reverend Jimmy, (эпизод сериала «Королевский госпиталь», в соавторстве со Стивеном Кингом), 2004

## Комментарии
1. 1 2 3 4 5  События романа происходят в вымышленном городе Nodd's Ridge в штате Мэн, в связи с чем входит в условный цикл, обозначаемый по названию города.
2. ↑  Книга проиллюстрирована фотографиями Табиты Кинг